# Histogeneze
Histogeneze je proces vzniku a vývoje tkání v průběhu vývoje jedince. Je důsledkem determinace a diferenciace buněk. Během embryogeneze vznikají tři zárodečné listy: entoderm, ektoderm a mezoderm. Soudržnost buněk tkáně je zajištěna vzájemnou interakcí povrchových struktur.
Vznikající mezibuněčné prostory jsou vyplněny tkáňovým mokem a mezibuněčnou hmotou (fibriální a amorfní složka).